# 云顶镇 (南江县)
云顶镇，是中华人民共和国四川省巴中市南江县下辖的一个乡镇级行政单位。2019年12月，撤销黑潭乡，设立云顶镇，将原黑潭乡和下两镇元顶子社区所属行政区域划归云顶镇管辖。

## 行政区划
云顶镇下辖以下地区：
元顶子社区，黑潭社区、黑潭村、石笋村、锅口村、李家营村、白虎村、元顶村、南鹰村、景坪村、窝坪村、中梁山村和樟木村。